# Teenage Mutant Ninja Turtles: Out of the Shadows
Teenage Mutant Ninja Turtles: Out of the Shadows (bra: As Tartarugas Ninja - Fora das Sombras; prt: Tartarugas Ninja Heróis Mutantes: O Romper das Sombras) é um filme canado -sino -honcongo -estadunidense de 2016, dos gêneros comédia, ação e aventura, realizado por Dave Green, com roteiro de Josh Appelbaum e André Nemec baseado nos personagens criados por Kevin Eastman e Peter Laird para a franquia homônima.
Esta sequela de Teenage Mutant Ninja Turtles (2014) contou com Megan Fox, Stephen Amell, Will Arnett, William Fichtner, Brian Tee, Tyler Perry e Laura Linney no elenco.
Foi lançado em seu país de origem no dia 3 de junho de 2016, e, em Portugal, em 1 de junho de 2016, e no Brasil - que aparece no filme nas cenas nas Cataratas do Iguaçu - em 16 de junho de 2016.

## Sinopse
O filme se passa 2 anos após os acontecimentos do primeiro filme, as Tartarugas entram em conflito com o Dr. Baxter Stockman, o Foot Clan e o regresso do seu arqui-inimigo, Destruidor, sobrevivente da queda do filme antecessor; que contratou Stockman para criar mutantes na forma de Bebop e Rocksteady. Entretanto, ocorre uma invasão a Nova Iorque, liderada pelo um habitante da Dimensão X conhecido como Krang. As Tartarugas têm a ajuda dos seus amigos humanos: April O'Neil, Vern Fenwick e o vigilante Casey Jones.

## Elenco

### Atores
- Megan Fox como April O'Neil
- Stephen Amell como Casey Jones
- Stephen "Sheamus" Farrelly como Rocksteady
- Will Arnett como Vern "Falcão "Fenwick
- William Fichtner como Eric Sacks
- Brian Tee como Oroku Saki / Super Destruidor
- Tyler Perry como Baxter Stockman
- Brittany Ishibashi como Karai
- Laura Linney[10] como Rebecca Vincent

Alessandra Ambrosio e Carmelo Anthony assim como os jogadores de basquetebol DeAndre Jordan, Matt Barnes, J.J. Redick, Austin Rivers e Spencer Hawes terão breves aparições no filme.

### Voz e captura de movimentos
- Alan Ritchson como Raphael
- Noel Fisher como Michelangelo
- Pete Ploszek (captura de movimento) e Johnny Knoxville (voz) como Leonardo
- Jeremy Howard como Donatello
- Danny Woodburn (captura de movimento) e Tony Shalhoub (voz) como Splinter
- Gary Anthony Williams como Bebop[15]
- Brad Garrett como Krang[16][17]

## Produção

### Desenvolvimento
Depois que o filme de 2014 superou as expectativas de bilheteria, a Paramount e a Nickelodeon anunciaram oficialmente que uma sequência havia recebido sinal verde e deveria ser lançada nos cinemas em 3 de junho de 2016, com planos de incorporar os personagens Casey Jones e Bebop e Rocksteady. Jonathan Liebesman e Bradley Fuller também estavam interessados em fazer um enredo que envolvesse Dimensão X e Krang. O diretor de Earth to Echo, Dave Green, dirigiu a sequência, substituindo Jonathan Liebesman. Conhecido brevemente como Teenage Mutant Ninja Turtles: Half Shell, a Paramount revelou que o título foi oficialmente alterado para Teenage Mutant Ninja Turtles: Out of the Shadows.
No dia 4 de janeiro de 2016, o produtor Michael Bay confirmou que o vilão da paralela Dimensão X apareceria no filme.

### Escolha do elenco
Megan Fox e Will Arnett retornaram como April O'Neil e Vern Fenwick, respectivamente; também foram confirmados o retorno do Destruidor e a estreia de Bebop e Rocksteady no filme. Em uma entrevista, William Fichtner afirmou que voltaria como Eric Sacks, mas por razões desconhecidas, ele acabou não aparecendo no filme final. No entanto, ele poderia ter retornado no terceiro filme, considerando que ele (junto com Noel Fisher, Jeremy Howard, Alan Ritchson e Pete Ploszek) assinou contrato para três filmes na época. A produção foi confirmada para começar em abril de 2015, junto com a escalação de Alessandra Ambrosio, e vários membros do Los Angeles Clippers. Stephen Amell foi escalado como Casey Jones, após teste de leitura com vários atores diferentes. Amell reconheceu que o personagem tinha semelhanças com seu Oliver Queen de Arrow. Ele afirmou que os personagens são "fundamentalmente diferentes" um do outro, mas que Casey se parecia com Oliver de versões anteriores. Tyler Perry foi escalado como o cientista Baxter Stockman, substituindo K. Todd Freeman, que desempenhou o papel no filme de 2014. Brian Tee juntou-se ao elenco como Destruidor, substituindo Tohoru Masamune do primeiro filme. Laura Linney foi escalada para um papel não especificado. Dias depois, fotos do set de filmagem revelou que sua personagem era uma policial. Gary Anthony Williams foi escalado como Bebop, enquanto o lutador da WWE, Sheamus, foi confirmado para interpretar Rocksteady. Minae Noji foi substituída por Brittany Ishibashi no papel de Karai. CM Punk revelou que perdeu o papel de Rocksteady para Sheamus. Fred Armisen foi originalmente escolhido para dublar Krang no filme, mas, em maio de 2016, pouco antes do lançamento do filme, Brad Garrett dublou Krang devido a Armisen ter conflitos de agenda. Enquanto promovia Elvis & Nixon, Johnny Knoxville revelou que não foi convidado a retornar para a sequência como a voz de Leonardo.

### Filmagens
No dia 30 de abril de 2015, ganhou fotos de bastidores mostrando Stephen Amell e Megan Fox durante a gravação do filme.
No dia 11 de junho de 2015, o site Omelete informou que As Tartarugas Ninjas 2 teria cenas rodadas no Brasil. Em julho, a equipe de segunda unidade (responsável por sequências de ação) do filme gravou cenas de um desastre aéreo em Foz do Iguaçu, sob a supervisão da produtora Tambellini Filmes, que rodou, no mesmo local, cenas de Indiana Jones e o Reino da Caveira de Cristal. O carioca Lula Carvalho seguiu como fotógrafo da produção.

## Promoção
No dia 21 de abril de 2015, durante o seu painel na Cinemacon em Las Vegas, a Paramount mostrou as primeiras artes conceituais de Bebop e Rocksteady em As Tartarugas Ninja 2. No dia 25, Michael Bay, produtor do filme, publicou em seu site oficial as primeiras imagens dos veículos que aparecerão na sequência, incluindo o novo caminhão de lixo que será usado pelos protagonistas.
No inicio de maio de 2015, Michael Bay usou na sua conta no Flickr, diulgou a primeira imagem oficial de As Tartarugas Ninjas 2 mostrando Stephen Amell como Casey Jones. Em meados do mesmo mês, o filme ganhou um vídeo do set, onde mostra Casey Jones (Stephen Amell) encontra as tartarugas ninjas pela primeira vez.
No dia 9 de dezembro de 2015, As Tartarugas Ninjas 2 - Fora das Sombras ganhou o seu primeiro trailer. No dia 18, Megan Fox apresentou um featurette que mostra os bastidores do longa.
No dia 7 de fevereiro de 2016, o filme ganhou um novo teaser para ser exibido durante os intervalos do Super Bowl. No dia 17, o filme ganhou quatro novos cartazes animados, que mostram os protagonistas observando a cidade

## Futuro

### Sequência cancelada
Noel Fisher afirmou em uma entrevista que ele e os outros atores das Tartarugas assinaram contrato para três filmes. Megan Fox também assinou contrato para três filmes. Tyler Perry disse que se um terceiro filme fosse feito, seu personagem, Baxter Stockman, provavelmente se transformaria em sua forma de mosca durante o filme. Pete Ploszek também expressou seu interesse em reprisar seu papel em um terceiro filme como Leonardo. Em outubro de 2016, devido à recepção mista do filme e ao baixo desempenho financeiro, o produtor Andrew Form indicou que um terceiro filme era improvável.

### Filme de animação
Em junho de 2020, foi relatado que a Nickelodeon Animation Studio estava desenvolvendo um filme de animação das Tartarugas Ninja para a Paramount Pictures. Seth Rogen, Evan Goldberg e James Weaver produziriam o filme por meio de sua empresa, Point Grey Pictures. Jeff Rowe foi contratado para dirigir o filme, com Brendan O'Brien escrevendo o roteiro. Está agendado para lançamento em 4 de agosto de 2023.

### Reboot em live-action
Em junho de 2018, a Paramount Pictures anunciou um novo reboot da série com Bay, Fuller e Form retornando como produtores Andrew Dodge escrevendo o roteiro. Fuller e Form disseram no 24º Critics' Choice Awards que a produção do reboot estava programada para começar em 2019, mas em julho, o cocriador Kevin Eastman revelou que o filme ainda estava em desenvolvimento e acreditava que a Paramount levou as reações aos filmes de 2014 e 2016 "a sério" e que "será um tipo de coisa de alto nível".
Em agosto de 2021, foi anunciado que um novo filme em live-action estava em desenvolvimento com Colin Jost e Casey Jost escrevendo o roteiro e Michael Bay, Andrew Form, Brad Fuller, Scott Mednick e Galen Walker como produtores.